# Ниркове
Ниркове — селище в Україні, у Попаснянській міській громаді Сіверськодонецького району Луганської області. Населення становить 362 особи.

## Історія
Селище засноване у 1910 році.
У 1932—1933 роках населення селища постраждало внаслідок геноциду українського народу, вчиненого урядом СРСР, кількість встановлених жертв — 28 осіб.

## Населення
За переписом 2001 року населення селища становило 362 особи, з них 91,16 % зазначили рідною українську мову, а 8,84 % — російську.